# El Salvador nemzetközi repülőtér
Az El Salvador nemzetközi repülőtér (IATA: SAL, ICAO: MSLP) Salvador és San Salvador egyik nemzetközi repülőtere. Comalapa Airport néven is ismert.

## Légitársaságok és úticélok
2023-ban a El Salvador nemzetközi repülőtérről az alábbi járatok indulnak:

### Személyszállítás
| Légitársaság        | Célállomások |
| ------------------- | --- |
| Aeroméxico Connect  | Mexico City |
| Air Transat         | Szezonális: Montréal–Trudeau |
| American Airlines   | Dallas/Fort Worth, Miami |
| Arajet              | Santo Domingo–Las Américas |
| Avianca             | Bogotá |
| Avianca Costa Rica  | San José (CR) |
| Avianca El Salvador | Bogotá, Boston, Cancún, Dallas/Fort Worth, Guatemala City, Guayaquil, Houston–Intercontinental, Los Angeles, Managua, Mexico City, Miami, New York–JFK, Ontario (CA), Orlando, Quito, San Francisco, San José (CR), San Pedro Sula, Tegucigalpa/Comayagua, Toronto–Pearson, Washington–Dulles Szezonális: Las Vegas, Madrid, Oakland (kezdés 2023. december 11.) |
| Avianca Guatemala   | Guatemala City |
| Copa Airlines       | Panama City–Tocumen |
| Delta Air Lines     | Atlanta, Los Angeles |
| Frontier Airlines   | Atlanta |
| Iberia              | Madrid |
| Spirit Airlines     | Fort Lauderdale, Houston–Intercontinental, Orlando |
| TAG Airlines        | Guatemala City, Roatán |
| Tropic Air          | Belize City |
| United Airlines     | Houston–Intercontinental, Los Angeles, Newark, Washington–Dulles |
| Volaris Costa Rica  | New York–JFK, San José (CR) |
| Volaris El Salvador | Cancún, Chicago–O'Hare (kezdés 2023 November 3.), Guatemala City, Houston–Intercontinental, Los Angeles, Mexico City, Miami, Oakland, Ontario (CA), Roatán, San Pedro Sula, Washington–Dulles |

### Cargo
| Légitársaság           | Célállomások                        |
| ---------------------- | ----------------------------------- |
| Amerijet International | Miami                               |
| DHL                    | Guatemala City, Panama City–Tocumen |

## Forgalom
Az utasforgalom az elmúlt években az alábbi módon változott:
| Utasok száma | 1 640 721 | 1 570 012 | 1 964 616 | 2 005 951 | 2 355 001 | 2 711 621 | 3 164 210 | 3 411 015 | 1 089 705 | 3 442 739 |
|              | 2005      | 2008      | 2010      | 2011      | 2013      | 2015      | 2017      | 2018      | 2020      | 2022      |